# Air Boom
Air Boom foi uma dupla ("tag team") de wrestling profissional constituída por Evan Bourne e Kofi Kingston na WWE, no programa Raw, onde foram uma vez Campeões de Duplas da WWE.

## História

### Estreia e Campeões de Duplas (2011-2012)
Bourne e Kingston haviam formado uma dupla por um curto período de tempo, em 2009, contra Big Show, que os havia atacado nas semanas anteriores. Eles se separaram após Kingston ter que defender seu Campeonato dos Estados Unidos mais frequentemente. No Raw de 15 de agosto de 2011, Kingston e Bourne derrotaram David Otunga e Michael McGillicutty, os desafiando para uma luta pelo WWE Tag Team Championship na semana seguinte. No Raw seguinte, Kingston e Bourne derrotaram Otunga e McGillicutty para ganhar os títulos. Na semana seguinte, a dupla foi oficialmente nomeada "Air Boom", defendendo seus títulos contra Otunga e McGillicutty. O nome "Air Boom" foi escolhido no WWE.com após a WWE pedir aos usuários do Twitter que sugerissem nomes. "Air Boom" foi escolhido, juntando características dos dois: "Air Bourne e Boom Squad."
No Night of Champions, Air Boom enfrentou The Miz e R-Truth pelos títulos. A luta acabou em desqualificação, quando Miz atacou o árbitro. Eles voltaram a defender os títulos contra Dolph Ziggler e Jack Swagger no Hell in a Cell. Após a luta, Bourne e Kingston foram atacados por Miz e Truth nos bastidores. Eles voltaram a derrotar Swagger e Ziggler no Vengeance.
Em 1° de novembro, Bourne foi suspenso por 30 dias após violar a política antidrogas da WWE. Ele retornou no WWE Superstars de 8 de dezembro, sendo derrotado por Épico. Após várias lutas com Épico e Primo, Kingston e Bourne derrotaram os dois para manter o título no TLC: Tables, Ladders & Chairs. Em uma revanche em 15 de janeiro, em um evento não-televisionado, Air Boom perderam os títulos para Épico e Primo. Eles perderam uma revanche no Raw da noite seguinte. No dia seguinte, Bourne foi novamente suspenso pela política antidrogas, por 60 dias.

## No wrestling

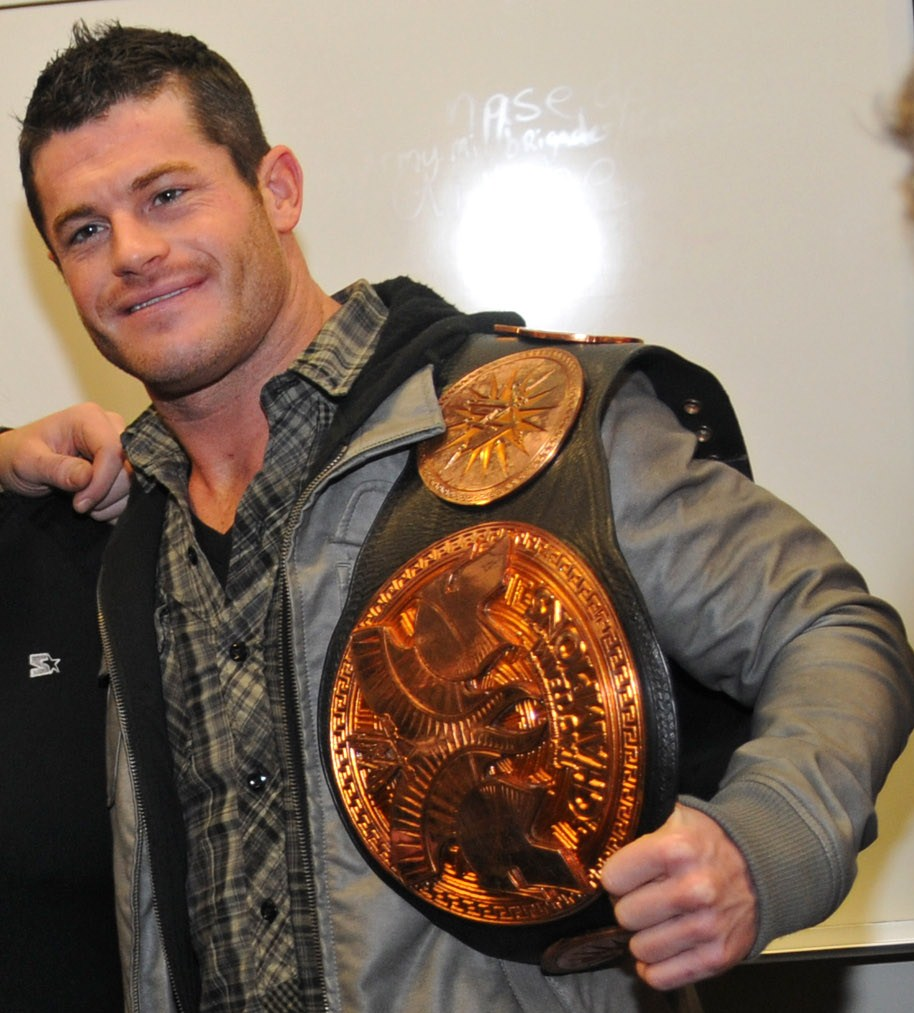
Evan Bourne com o WWE Tag Team Championship

- Movimentos de finalização de Bourne
  - Air Bourne (Shooting star press)[22]
- Movimentos de finalização de Kingston
  - S.O.S. (Ranhei)[23]
  - Trouble in Paradise (Jumping corkscrew roundhouse kick)[23]
- Movimentos secundários
  - Leaping corner elbow smash assistido (Kingston)[24][25]
  - Diving stomp duplo (Bourne ou Kingston)[25][26]
  - Headscissors takedown assistido (Bourne)[24][25]
  - Bulldog duplo[27]
  - Dropkick duplo[27]
  - Diving Crossbodies simultâneos em diferentes oponentes[24]
  - Suicide Dives simultâneos em diferentes oponentes[26]
- Alcunhas
  - "The Dreadlocked Dynamo" ("O Dínamo de Dreadlocks")[28] (Kingston)
  - "Air" Bourne[28] (Bourne)
- Temas de entrada
  - "Born to SOS" por Jim Johnston (5 de setembro de 2011 – 3 de outubro de 2011)[29]
  - "Boom" por Jim Johnston (7 de outubro de 2011 – 16 de janeiro de 2012)[30]

## Títulos e prêmios
- WWE
  - WWE Tag Team Championship (1 vez)